# Kerbi Rodríguez
Joseph Nel Gómez Charles (nacido el 14 de octubre de 1986), más conocido como Kerbi Rodríguez , es un futbolista internacional de la República Dominicana, se desempeña en el terreno de juego como extremo, y su actual equipo es el Atlético Vega Real de la Liga Dominicana de Fútbol.

## Trayectoria
Empezó a jugar futbol a los 12 años de edad en su ciudad natal Mao, pero oficialmente comienza su carrera futbolística en el Sporting para luego subir al Club Barcelona Atlético. En 2009 se traslada a Europa, donde firma con el club serbio FK Veternik. En el verano de 2010, se traslada a la nación vecina de Bosnia y Herzegovina, para jugar cedido en el FK Modriča de la Premijer Liga, donde aparece en 58 ocasiones con el equipo, anotando 16 goles.
Ha logrado ser campeón de la Liga Mayor con Barcelona Atlético (2007), campeón con FK Veternik en la tercera división de Serbia (2008), campeón de la Liga Mayor con Moca FC (2011).
En la primera edición de la Liga Dominicana de Fútbol, estuvo participando con Barcelona Atlético, en el segundo año con Atlántico FC y ahora para su tercera edición pasa a las filas del Cibao FC, con quien gana la Copa Dominicana de Futbol 2016.
Ha sido sub-20, sub-23 y Selección Absoluta, en donde ha sido capitán.

## Palmarés
| Título                                             | Club                    | Año  |
| -------------------------------------------------- | ----------------------- | ---- |
| Primera División de República Dominicana (Campeón) | Club Barcelona Atlético | 2007 |
| Serbian League Vojvodina (Campeón)                 | FK Veternik             | 2008 |
| Primera División de República Dominicana (Campeón) | Moca FC                 | 2011 |
| Campeonato de Clubes de la CFU 2017 (Campeón)      | Cibao FC.               | 2017 |

## Clubes
| Club                    | País                 | Año               |
| ----------------------- | -------------------- | ----------------- |
| Club Barcelona Atlético | República Dominicana | 2007–2009         |
| FK Veternik             | Serbia               | 2009–2010         |
| FK Modriča              | Bosnia y Herzegovina | 2010-2012         |
| Moca FC                 | República Dominicana | 2013–2014.        |
| San Cristóbal FC        | República Dominicana | 2014–2015         |
| Club Barcelona Atlético | República Dominicana | 2015–2016         |
| Atlántico FC            | República Dominicana | 2016              |
| Cibao FC                | República Dominicana | 2017 - 2019       |
| Atlético Vega Real      | República Dominicana | 2019 - Actualidad |